# 枕大池
枕大池（或小脑延髓池）是大脑周围脑膜蛛网膜层和软脑膜层之间蛛网膜下腔的三个主要开口之一。这些开口统称为蛛网膜下腔。枕大池位于小脑和延髓背侧表面之间。第四脑室产生的脑脊液通过侧孔和正中孔流入枕大池。
另外两个主要池是位于脑桥和延髓之间的脑桥池和位于大脑脚之间的脚间池。
虽然获取脑脊液的最常用的临床方法是腰椎穿刺，但在极少数情况下可能会进行小脑延髓池穿刺。